# بويراز كارايل (مسلسل)
بويراز كارايل (بالتركية: Poyraz Karayel)‏
مسلسل تركي من إنتاج شركة ليمون فيلم، عرض على قناة كانال دي التركية، من بطولة الممثل إيلكر كاليلي والممثلة بورتشين تيرزي أوغلو.
عرضت الحلقة الأولى يوم الأربعاء 7 يناير 2015
وله نسخ عربية مدبلجة في اللهجة السورية واللهجة المغربية لجميع الحلقات.

## قصة المسلسل
أحمد بويراز كارايل رجل مطلق وشرطي نزيه طرد من عمله بتهمه أخذ رشوه ظلماً وقضى سنة كاملة في السجن كعقاب. فقد أغلى شيء بحياته وهو ابنه سنان لصالح والد زوجته (حماه) أونسال أوزبكان، ثم أصبح يعمل كسائق أجره ليستعيد ابنه مرة أخرى.
حتى يستعيد ابنه تلقى بويراز عرضًا من قائده القديم ممتاز (رئيسه في الشرطة) وهو العمل على أن يكون جاسوسًا في المافيا التي يديرها بحري أومان والحصول على معلومات عنها ومقابل العمل ستكون وصاية سنان له، قبل بويراز العرض فورًا.
وفي الوقت نفسه التقى بويراز بعائشة جول (دكتورة) امرأة مستقلة تعيش وحدها بعيدا عن عائلتها وأحبها من دون أن يعرف أنها ابنة رجل مافيا. منذ اللحظة التي يلتقي بها الاثنان تبدأ وجود مشاعر لبعضهما البعض، ولكن حبهم يبدو أنه سيكون مستحيلا لأن عائشة جول هي ابنة بحري أومان رجل المافيا الذي يعمل عنده كسائق (جاسوس)، ولكن للأسف بويراز يجب أن يخفي حقيقته عن عائشة جول ولكن بطريقة أو بأخرى ينجح بويراز بتوريط عائشة جول بالمشاكل ثم تبدأ الأحداث تتوالى، وتنكشف وجوه وخيانات لم تكن متوقعه في حياة بويراز كارايل.

## معلومات المسلسل
- قناة العرض : كانال دي
- شركة الإنتاج : ليمون فيلم
- إخراج : شاغري لستوفالي
- كتابة : أدهم أوزايشيك
- المنتج : خيري أصلان

## أبطال المسلسل

### الموسم الأول
| اسم الممثل                         | دوره               | حلقة ظهوره | معلومات |
| ---------------------------------- | ------------------ | ---------- | --- |
| إيلكر كاليلي İlker Kaleli          | أحمد بويراز كارايل | 1          | بويراز كاريل هو شرطي سابق مجنون وطيب يعشق عائشة جول كثيراً وابنه سنان ويحب والد عائشة جول ويعتبره والده وهو وفي له جداً بويراز محبوب من الجميع لكن في بدايه الموسم تحدث بعض المشاكل له  |
| بورشين تيرزي أولو Burçin Terzioğlu | عائشة جول شيلينجر  | 1          | ابنة بحري، تحب بويراز، تكره والدها لأنها تحمله موت أخيها وأمها، تعيش وحدها، طبيبة قلب، جميلة وذكية.                                                                                   |
| موسى أوزونلار Musa Uzunlar         | بحري أومان         | 1          | أكبر زعماء المافيا في إسطنبول (الأب بحري)، قاسي ولكن قلبه حنون، والد عائشة جول وصدر الدين، يكره المخدرات ولا يتعامل بها، ويكره الخيانة، الشرف والأمانة أهم شيء لديه، يثق ببويراز جدًا. |
| أتابرك موتلو Ataberk Mutlu         | سنان كارايل        | 1          | ابن بويراز وبيجوم، ذكي جميل، وثرثار جدًا، طلاق والداه أثر عليه، لا يحب المدرسة، يحب البيتزا، ويحب والده جدًّا، ويحب بيلين فتاة في مدرسته.                                                |
| علي إل Ali İl                      | صدر الدين أومان    | 1          | ابن بحري أومان، متهور، ويحاول كسب ثقة والده، يكره بويراز جدًا ويحاول إبعاده عن والده.                                                                                                  |
| جليل نالجكان Celil Nalçakan        | ذو الفقار          | 1          | أحد رجال بحري، يتكلم كثيرًا، ويربط كل شيء بالرأسمالية العالمية، مضحك أحيانًا، شجاع. يحب ملتم ويصر أن يتزوجوا.                                                                           |
| جيم جوجن أوغلو Cem Cücenoğlu       | تاشكافا            | 1          | أحد رجال بحري، مضحك أحيانًا، يحب جارة بويراز المتزوجة "عمران"، سمين ويحب الأكل، لكنه قوي وشجاع.                                                                                        |
| إيجة أوزديكيجي Ece Özdikici        | سونجول أومان       | 1          | زوجة صدر الدين، خبيثة ومنافقة، تريد الطلاق من صدر الدين وأخذ ابنها معها. |
| إسماعيل دوفينجي İsmail Düvenci     | العميد جوهر        | 1          | جار بويراز، تقاعد برتبة عميد في اسطنبول، يحب المسرح والرسم. |
| جولشين خاطيخان Gülçin Hatıhan      | عمران              | 1          | جارة بويراز وأم عيسى، زوجها مسجون، تتعامل مع جيرانها بشكل جيد. |
| أمير خان أكبابا Emirhan Akbaba     | عيسى               | 1          | ابن عمران، ينزل إلى بويراز دائمًا ليحل له الواجبات المنزلية، والده مسجون لكن أمه تخبره بأنه ذهب للعمل في ليبيا.                                                                        |

### الموسم الثاني
بدأ الموسم الثاني يوم الأربعاء 30 سبتمبر 2015، وانضمت شخصيات جديدة للموسم.
| اسم الممثل                       | دوره        | حلقة ظهوره | معلومات |
| -------------------------------- | ----------- | ---------- | --- |
| أمير تشيشك Emir Çiçek            | شوكت شيتين  | 25         | مدير بويراز بالشرطة، يعمل لصالح عادل، ولكنه عمل لصالح بحري مؤخرًا.                                                          |
| جيرين تشاتاي Ceren Çağatay       | أصلي        | 25         | شرطية من فريق بويراز، بعد قتل صالح كرهت بويراز وتظنه هو من قتله لكنها تدرك أن عادل توبال هو من قتله وتعود للعمل مع بويراز. |
| Hare Sürel                       | ملتم كارايل | 26         | أخت بويراز، هكر الكتروني خطير، ذكية جدًا، مسترجلة نوعًا ما، تحب ذو الفقار وتعرض عليه الزواج.                                 |
| إيديل فرات İdil Fırat            | ديسبينا     | 27         | تعيش مع ابنة أختها، ليس لها أقرباء ولا أهل، تحب بحري وتتمنى أن يترك أعمال المافيا من أجلها، تتزوج بحري بالنهاية.           |
| إيرجو توران Ercü Turan           | إحسان       | 30         | ذراع عادل توبال اليمنى. |
| مروة ألت أنكايا Merve Alt ınkaya | إيبيك       | 32         | استأجرتها سونجول لكي تظهر خيانة صدر الدين وتطلقه، لكنه أحبها وأحبته.                                                       |
| ماجد كوبر macit koper            | عادل توبال  | 40         | والد بويراز، عجوز جبان، عدو بحري اللدود، قتل أب بحري وابنه.                                                                |
| علي إيركازان Ali Erkazan         | إدريس       | 45         | صديق قديم لبحري من المافيا، رجع للمافيا ليساعد بحري للتخلص من عادل.                                                        |
| تولغا غوليش tolga güleç          | نشأت        | 49         | ابن عادل توبال، واخ لبويراز وملتم مريض نفسي ومهووس بعائشة جول يقتله بويراز في النهاية.                                     |

## الذين انتهت أدوارهم
| اسم الممثل                             | دوره                    | حلقات ظهوره   | معلومات                                                                                        |
| -------------------------------------- | ----------------------- | ------------- | ---------------------------------------------------------------------------------------------- |
| أنجين بنلي Engin Benli                 | ظافر                    | 1-24          | طعن عدة طعنات، ثم حُرق، من أحد رجال بحري اومان                                                  |
| أمير أوزدان Emir Özden                 | أوغوز                   | 16-21         | مريض عائشة جول، حقنه أحد رجال ظافر بحقنة قاتلة                                                 |
| أنيس يلديز Enis Yıldız                 | نجدت                    | 1-21          | محامي ظافر ويده اليمنى، أطلق سفر على رأسه                                                      |
| خليل كارا أتا Halil Karaata            | عدنان فاردر ( كوليكسس ) | 1-9           | تم قتله من قبل ظافر                                                                            |
| أونور كرات Onur Kırat                  | سيركان فاردر            | 1-2           | ابن كوليكسس، قتله صدر الدين                                                                    |
| مصطفى ألابورا Mustafa Alabora          | أونسال أوزبكان          | 1-24          | تقاعد وذهب للعيش في سويسرا، عند عودته من سويسرا مات بحادث طائرة.                               |
| موجة أكياماش Müge Akyamaç              | جانان أوزبكان           | 1-24          | ذهبت إلى سويسرا مع زوجها أونسال، عند عودتها من سويسرا ماتت بحادث طائرة.                        |
| أونور بيخان Onur Beyhan                | الأمهق                  | 25-26         | تم قتله على شكل عصابة وهمية انشاءها إسماعيل كارايل.                                            |
| مراد بروستشيلار Murat Prosçiler        | أفق                     | 24-31         | رجل من رجال عادل توبال قتله بحري خنقًا بيديه.                                                   |
| أوزكان أوغور özkan uğur                | إسماعيل كارايل          | 28-42         | قتله عادل توبال وأرسل رأسه لعائشة جول                                                          |
| فرات شيليك Fırat Çelik                 | المحامي ماتا دوروكان    | 25-37         | قتل عند مداهمة منزل بحري.                                                                      |
| عذراء أكين azra akin                   | شيدام سونار             | 14-24 ، 39-43 | انتهى دورها بعد ما تزوجت، ثم عادت بعد طلاقها، لكن ذو الفقار أصبح يحب ملتم.                     |
| بيستي كوكديمير beste kökdemir          | المغنية سيلين كاراجا    | 38-41         | انتهى دورها بعد وفاة والدها.                                                                   |
| كانبولات جوركام Kanbolat Görkem        | سفر كيليش أسلان         | 46-1          | انتهى دوره بحادث من فوق التل مع رجال عادل توبال، وتأكد موته في الحلقة الأخيرة من الموسم الثاني |
| هاكان جونار Hakan Güner                | صالح                    | 25-45         | شرطي من فريق بويراز، قتله مديره شوكت بأمر من عادل.                                             |
| سميح أر أرسلان Semih Erarslan          | سلجوق                   | 36-49         | قتله صدر الدين بعد علمه بأنه حبيب إيبيك وليس أخوها.                                            |
| شبنام حسن إيسوجهي Şebnem Hassanisoughi | بيجوم أوزبكان           | 16-62         | انتهى دورها بعد أن خرجت في الحلقة 62                                                           |
| أمل تشولجتشن Emel Çölgeçen             | سما كورال               | 1-62          | انتهى دورها بعد أن انتحرت أمام قبر سفر                                                         |
| ماجد كوبر Macit Koper                  | عادل توبال              | –24           | دفن حيًا على يد كل من بحري أومان وبويراز كارايل وعائشة جول وسما كورال وباقي رجال بحري           |

## جدول البث

### الموسم الأول
| يوم العرض | ساعة العرض | بداية الموسم | نهاية الموسم  | عدد الحلقات | قناة العرض |
| --------- | ---------- | ------------ | ------------- | ----------- | ---------- |
| الأربعاء  | 20:00      | 7 يناير 2015 | 17 يونيو 2015 | 24          | كنال دي    |

### الموسم الثاني
| يوم العرض | ساعة العرض | بداية الموسم   | نهاية الموسم  | عدد الحلقات | قناة العرض |
| --------- | ---------- | -------------- | ------------- | ----------- | ---------- |
| الأربعاء  | 20:00      | 30 سبتمبر 2015 | 15 يونيو 2016 | 38          | كنال دي    |

### الموسم الثالث
| يوم العرض | ساعة العرض | بداية الموسم   | نهاية الموسم | عدد الحلقات | قناة العرض |
| --------- | ---------- | -------------- | ------------ | ----------- | ---------- |
| الأربعاء  | 20:00      | 12 نوفمبر 2016 | 1 مارس 2017  | 20          | كنال دي    |

## تفاصيل الحلقات

### الموسم الأول
| رقم الحلقة | تاريخ العرض    | هاشتاق الحلقة     | هاشتاق الحلقة    | نسبة المشاهدة             | نسبة المشاهدة |
| رقم الحلقة | تاريخ العرض    | بالتركية          | العالم العربي    | Total                     | AB            |
| ---------- | -------------- | ----------------- | ---------------- | ------------------------- | ------------- |
| 1          | 7 يناير 2015   | #poyrazkarayel    | بويراز كارايل    | مرتبة 14 4.55\|\|مرتبة 8  |               |
| 2          | 14 يناير 2015  | -                 | -                | مرتبة 2 7.08 \|\| مرتبة 2 |               |
| 3          | 21 يناير 2015  | -                 | -                | مرتبة 2 8.78              | مرتبة 2       |
| 4          | 28 يناير 2015  | -                 | -                | مرتبة 2 7.65 \|\| مرتبة 2 |               |
| 5          | 4 فبراير 2015  | -                 | -                | مرتبة 2 7.51              | مرتبة 2       |
| 6          | 11 فبراير 2015 | -                 | -                | مرتبة 1 7.48              | مرتبة 1       |
| 7          | 18 فبراير 2015 | -                 | -                | مرتبة 2 7.20              | مرتبة 3       |
| 8          | 25 فبراير 2015 | -                 | -                | مرتبة 2 7.89              | مرتبة 2       |
| 9          | 4 مارس 2015    | -                 | -                | مرتبة 3 6.01              | مرتبة 3       |
| 10         | 11 مارس 2015   | #aşıkolduğunzaman | -                | مرتبة 2 8.00 \|\| مرتبة 2 |               |
| 11         | 18 مارس 2015   | -                 | -                | مرتبة 2 7.65              | مرتبة 2       |
| 12         | 25 مارس 2015   | #gitmesen         | لا تذهب          | مرتبة 2 7.39              | مرتبة 2       |
| 13         | 1 إبريل 2015   | #babaicin         | من أجل أبي       | مرتبة 1 8.58              | مرتبة 2       |
| 14         | 8 إبريل 2015   | -                 | -                | مرتبة 2 7.72              | مرتبة 2       |
| 15         | 15 إبريل 2015  | #bizeşansver      | -                | مرتبة 4 6.38              | مرتبة 3       |
| 16         | 22 إبريل 2015  | büyükhata#        | الخطأ الكبير     | مرتبة 3 6.20              | مرتبة 3       |
| 17         | 29 إبريل 2015  | -                 | -                | مرتبة 3 6.00              | مرتبة 3       |
| 18         | 6 مايو 2015    | #eğerbilseydim    | لو كنت أعلم      | مرتبة 5 5.84              | مرتبة 3       |
| 19         | 13 مايو 2015   | #mecburdumçünkü   | لأنني مجبور      | مرتبة 4 5.25              | مرتبة 3       |
| 20         | 20 مايو 2015   | #banagüvensen     | أنت ثق بي        | مرتبة 4 6.22              | مرتبة 3       |
| 21         | 27 مايو 2015   | #mecburdum        | مجبور            | مرتبة 3 5.43              | مرتبة 3       |
| 22         | 3 يونيو 2015   | #benimyüzümden    | بسببي            | مرتبة 4 5.26              | مرتبة 4       |
| 23         | 10 يونيو 2015  | #üzgünümama       | أنا آسف، ولكن .. | مرتبة 4 5.34              | مرتبة 3       |
| 24         | 17 يونيو 2015  | poyrazkarayel#    | بويراز كارايل    | مرتبة 4 4.92              | مرتبة 3       |

### الموسم الثاني
| رقم الحلقة | تاريخ العرض    | هاشتاق الحلقة    | هاشتاق الحلقة      | نسبة المشاهدة              | نسبة المشاهدة       |
| رقم الحلقة | تاريخ العرض    | بالتركية         | العالم العربي      | Total                      | AB                  |
| ---------- | -------------- | ---------------- | ------------------ | -------------------------- | ------------------- |
| 25         | 30 سبتمبر 2015 | #poyrazkarayel   | بويراز كارايل      | مرتبة 3 , بنسبة 5.02       | مرتبة 3             |
| 26         | 7 أكتوبر 2015  | #Enzorranim      | لحظتي الأصعب       | مرتبة 2 , بنسبة 7.15       | مرتبة 2             |
| 27         | 14 أكتوبر 2015 | #KalbineSor      | أسأل قلبك          | مرتبة 2 , بنسبة 6.76       | مرتبة 2             |
| 28         | 21 أكتوبر 2015 | #budageçermi     | هل سيمضي هذا أيضا  | مرتبة 5 ، نسبة 7.38        | مرتبة 2             |
| 29         | 28 أكتوبر 2015 | #AdilTopalKim    | من هو عادل توبال   | مرتبة 4 ، نسبة 6.88        | مرتبة 2 ، نسبة      |
| 30         | 4 نوفمبر 2015  | .                | .                  | مرتبة 4 ، نسبة 6.44        | مرتبة 3             |
| 31         | 11 نوفمبر 2015 | #geçmişpeşimizde | الماضي ورائنا      | .                          | .                   |
| 32         | 18 نوفمبر 2015 | #babaolmak       | أن تكون أبا        | مرتبة 3 بنسبة 7.03 \|\| .  |                     |
| 33         | 25 نوفمبر 2015 | #hiçmısevmedin   | ألم تحبني أبدا     | مرتبة 4 بنسبة. 6.68 \|\| . |                     |
| 34         | 2 ديسمبر 2015  | #sanagüvendim    | وثقت بك            | مرتبة ٤ بنسبة. 6.28        | .                   |
| 35         | 9 ديسمبر 2015  | #peşinibırakma   | لا تدعه وشأنه      | .مرتبة ٣ بنسبة 6.89        | .                   |
| 36         | 16 ديسمبر 2015 | #AdaletinPeşinde | السعي وراء العدالة | مرتبة ٣ بنسبة 7.14         | .                   |
| 37         | 23 ديسمبر 2015 | #yetmezmi        | ألم يكفي           | مرتبة ٢ بنسبة 7.32         | .                   |
| 38         | 30 ديسمبر 2015 | #babamağlarsa    | إذا بكى أبي        | مرتبة 3 ، نسبة .6.07       | مرتبة 2 ، .         |
| 39         | 6 يناير 2016   | #hangisigerçek   | أي منها حقيقي      | مرتبة 1 نسبة . 7.33        | مرتبة 1،            |
| 40         | 13 يناير 2016  | #şaşkınımçünkü   | لأنني مرتبك        | مرتبة 4 ، نسبة 6.12        | مرتبة 4 ، نسبة 8.05 |
| 41         | 20 يناير 2016  | #mutluolalım     | لنكن سعداء         | .مرتبة ٢ نسبة 7.44 \|\| .  |                     |
| 42         | 27 يناير 2016  | #yenibirhayat    | حياة جديدة         | مرتبة ١ نسبة 8.03 \|\| .   |                     |
| 43         | 3 فبراير 2016  | #onadokunma      | لا تلمسها          | مرتبة 4 ، نسبة 7.58        | مرتبة 3 ، نسبة 9.64 |

## وصلات خارجية
- بويراز كارايل على موقع IMDb (الإنجليزية)
- بويراز كارايل على موقع كينوبويسك (الروسية)
- بويراز كارايل على موقع قاعدة بيانات الفيلم (الإنجليزية)

موقع قناة دي التركية

صفحة مسلسل بويراز كارايل على موقع القناة